# Nati nel 1639
| Questa pagina contiene informazioni ricavate automaticamente dalle voci biografiche con l'ausilio del template Bio e di un bot. L'aggiornamento è periodico e automatico e ricostruisce completamente la pagina. Se manca una persona in questa lista, sei pregato di non aggiungerla, ma accertati piuttosto che la sua voce biografica contenga il template Bio e che i dati anagrafici siano correttamente compilati. Se il template Bio manca, inseriscilo tu stesso o, in alternativa, metti l'avviso {{tmp\|Bio}} che ne segnala la mancanza. Se i dati riportati sono sbagliati, correggi direttamente la voce biografica; le modifiche saranno visibili in questa lista entro pochi giorni. Per chiarimenti vedi il progetto biografie. La lista contiene solo le 72 persone che sono citate nell'enciclopedia e per le quali è stato implementato correttamente il template Bio. Pagina aggiornata al 18 lug 2025. |

## Gennaio(5)
- 3 gennaio - Éléonore d'Esmier d'Olbreuse, nobile francese († 1722)
- 4 gennaio - Domenico Aulisio, giurista e filologo italiano († 1717)
- 5 gennaio - Otto Wilhelm von Königsmarck, diplomatico e militare svedese († 1688)
- 6 gennaio - Olfert Dapper, scrittore e medico olandese († 1689)
- 19 gennaio - Noël Alexandre, teologo e storico francese († 1724)

## Febbraio(7)
- 2 febbraio - Francesco Niccolini, arcivescovo cattolico e diplomatico italiano († 1692)
- 4 febbraio - Alessandro Melani, compositore italiano († 1703)
- 6 febbraio - Daniel Georg Morhof, poeta e critico letterario tedesco († 1691)
- 6 febbraio - Claude de Ferrière, giurista francese († 1715)
- 16 febbraio - Giovanni Giacomo Cavallerini, cardinale e arcivescovo cattolico italiano († 1699)
- 19 febbraio - Felice Rospigliosi, cardinale italiano († 1688)
- 27 febbraio - Adriaen van Bloemen, incisore e pittore fiammingo

## Marzo(6)
- 1º marzo - Giacinto Camillo Maradei, vescovo cattolico italiano († 1705)
- 5 marzo - Charles Sedley, V baronetto, nobile, politico e commediografo inglese († 1701)
- 7 marzo - Charles Stewart, III duca di Richmond, nobile, politico e diplomatico britannico († 1672)
- 11 marzo - Giuseppe Maria Ficatelli, pittore italiano († 1703)
- 20 marzo - Ivan Mazeppa, militare ucraino († 1709)
- 27 marzo - Claude Audran detto il Giovane, pittore francese († 1684)

## Aprile(4)
- 9 aprile - Giovanni Battista Sacchetti, II marchese di Castel Rigattini, nobile italiano († 1688)
- 16 aprile - Alessandro Baratta, pittore italiano († 1714)
- 20 aprile - Pietro Farnese, nobile italiano († 1677)
- 22 aprile - Laura Martinozzi, nobildonna italiana († 1687)

## Maggio(4)
- 8 maggio - Giovan Battista Gaulli, pittore italiano († 1709)
- 16 maggio - Giovanni Andrea Carlone, pittore italiano († 1697)
- 16 maggio - Pietro degli Antoni, compositore e musicista italiano († 1720)
- 20 maggio - Lucantonio Porzio, medico italiano († 1723)

## Giugno(1)
- 21 giugno - Increase Mather, pastore protestante e scrittore inglese († 1723)

## Luglio(2)
- 9 luglio - Giovanni Battista Lucini, pittore italiano († 1686)
- 18 luglio - Franz Adam von Brandis, storico e numismatico austriaco († 1695)

## Agosto(4)
- 5 agosto - Giulio Finocchi, religioso e storico italiano († 1716)
- 15 agosto - Sperello Sperelli, cardinale e vescovo cattolico italiano († 1710)
- 28 agosto - Bartolomeo Bettera, pittore italiano
- 28 agosto - Maria Mancini, nobile italiana († 1715)

## Settembre(1)
- 29 settembre - William Russell, politico inglese († 1683)

## Ottobre(3)
- 9 ottobre - Leandro Colloredo, cardinale italiano († 1709)
- 14 ottobre - Giovanni Battista Borghese, nobile italiano († 1717)
- 17 ottobre - Charles-Claude Genest, scrittore e drammaturgo francese († 1719)

## Dicembre(6)
- 5 dicembre - Johann Christoph Pezel, compositore, violinista e trombettista tedesco († 1694)
- 12 dicembre - Charles Boyle, III visconte Dungarvan, nobile e politico inglese († 1694)
- 18 dicembre - Gottfried Kirch, astronomo tedesco († 1710)
- 22 dicembre - Jean Racine, drammaturgo e scrittore francese († 1699)
- 27 dicembre - Paul Mignard, pittore e incisore francese († 1691)
- 30 dicembre - Johanna Theresia Lamberg, nobildonna austriaca († 1716)

## Senza giorno specificato(29)
- Hendrik Abbé, pittore e incisore olandese
- Guillaume Amfrye de Chaulieu, poeta francese († 1720)
- Carlo Amedeo Botto, intagliatore e religioso italiano († 1682)
- Pierre Bullet, architetto francese († 1716)
- Giovan Francesco Buonamico, scrittore, poeta e medico maltese († 1680)
- Simplicio Caravita, arcivescovo cattolico italiano († 1701)
- Caspar Feuchtmayer, architetto tedesco († 1704)
- Benjamin Church, militare statunitense († 1718)
- Michail Andreevič Golicyn, politico russo († 1687)
- Giovanni Antonio Lazzari, pittore italiano († 1713)
- Giovanni Battista Lucini, avvocato, letterato e librettista italiano († 1709)
- Sebastiano Moratelli, musicista e compositore italiano († 1706)
- Caspar Netscher, pittore olandese († 1684)
- Mauro Oddi, pittore, architetto e incisore italiano († 1702)
- Johannes Olearius, teologo tedesco († 1713)
- Alexandre Jean Oppenordt, ebanista francese († 1715)
- Pierre Pérignon, monaco cristiano francese († 1715)
- Philippe Rebillé Philbert, flautista francese († 1717)
- César Vichard de Saint-Réal, storico, abate e scrittore francese († 1692)
- Richard Talbot, militare e politico irlandese († 1691)
- Filippo Titi, abate e storico dell'arte italiano († 1702)
- Thomas Tompion, orologiaio inglese († 1713)
- Giovan Battista Verle, anatomista italiano († 1695)
- Jacob Ferdinand Voet, pittore fiammingo († 1689)
- Giuseppe da Varano, poeta italiano († 1699)
- Domingo de Andrade, architetto spagnolo († 1712)
- Catherine-Charlotte de Gramont, nobildonna francese († 1678)
- Pasquale de Rossi, pittore italiano († 1722)
- Ottone Enrico del Carretto, nobile e generale italiano († 1685)